# Пастушок гуамський
Пастушок гуамський (Gallirallus owstoni, чаморро: Ко'ко') — вид птахів родини Пастушкові (Rallidae).

## Поширення
Регіонально вимер: Гуам; введений: Північні Маріанські острови. Був ендеміком Гуаму (США), де був широко розповсюджений до 1968 року, коли, як і більшість інших місцевих видів, почав знижуватися в чисельності. У 1981 році населення було оцінене в 2000, в 1983 році — менше 100, і до 1987 року він був винищений з дикої природи. Вид виживає в неволі в розпліднику на Гуамі і в 15 зоопарках в США (приблизно 159 птахів в цілому, (2011)). З 1989—2007 853 птахів було випущено на острові Рота, Північні Маріанські острови (США), при цьому деякі популяції стрімко скорочувалисяся на вимирання, в даний час населення складає 40-60 особин (2007). Цей нелітаючий вид був широко поширений в більшості місць проживання на Гуамі, в тому числі лісах, саванах, чагарниках, луках, заростях папороті і сільськогосподарських районах.

## Опис
Дорослі птахи важать близько 200 гр. й вони бл. 28 см загальної довжини. Спина, шия, тулуб, хвіст, ноги і дзьоб темно-коричневі. На крилах, на нижній частині грудної клітини, животі й під хвостом є чергування з чорних і білих пір'я. На шиї, на верхній частині грудей і над очима є сірі плями. Тіло подовжене з боків, тому тварини можуть швидко переміщатися через густу рослинність.

## Спосіб життя
Птах чатував на околицях полів і узбіччях доріг (ніколи далеко від рослинного укриття) на равликів, слимаків, комах, геконів, споживав рослинну речовину, насіння та квіти від низьких трав і чагарників, гігантський африканський равлик, Achatina fulica був важливою частиною дієти.

### Розмноження
Розмножувався протягом усього року (птахи досягають статевої зрілості за чотири місяці) з піком під час сезону дощів у липні-листопаді. Гнізда розташовані на землі у густій траві, у гнізді 1-4 (зазвичай, 3-4) яєць, їх розмір 3×4 см. Обоє батьків насиджують по черзі протягом приблизно 20 днів. Пташенята вилуплюються одночасно. Пташенята живуть з батьками протягом 24 годин у гнізді. За 8 тижнів досягає повної ваги і може жити більше 11 років.